# Paraeuchaeta alaminae
Paraeuchaeta alaminae is een eenoogkreeftjessoort uit de familie van de Euchaetidae. De wetenschappelijke naam van de soort is voor het eerst geldig gepubliceerd in 1975 door Park.